# NGC 56

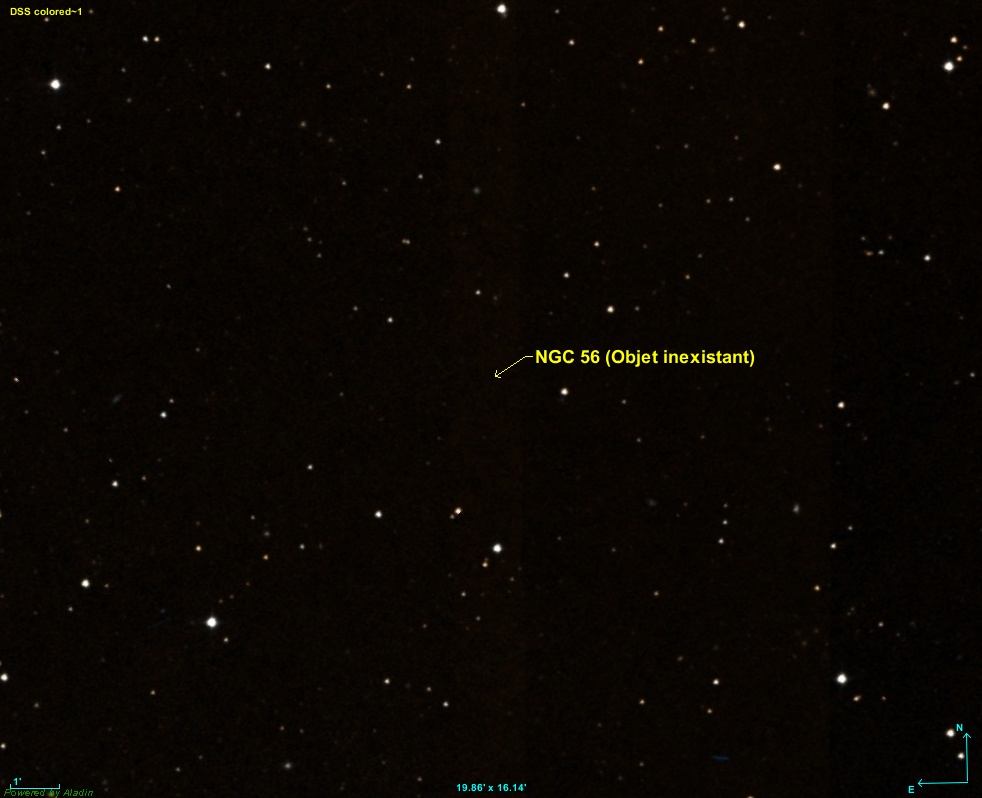
NGC 56

NGC 56是一个不存在的NGC天体，由約翰·赫歇爾于1825年记录。當時的紀錄只有一句「關於這個地方，有相當大的空間可能受到星雲影響」。後來的天文學家認為該次觀測可能實際上是NGC 56紀錄的座標以北2度的恆星光反射。約翰·赫歇爾紀錄下NGC 56的同一次觀測還紀錄了球狀星團M15，而M15的座標被正確紀錄，因此NGC 56這個觀測上的錯誤並不能歸因於巡天時定位天體的一般誤差。
NGC 56這個實際上不存在的天體在天球上的座標為 R.A. 00h 15m 20.6s, Dec. +12° 26′ 40″。在該座標附近的星系PGC 1107乍看之下符合對NGC 56的描述，但該星系的整體亮度低於大多數NGC天體，因此不太可能在約翰·赫歇爾的時代被觀測到。